# Aragon (Aude)
Pour les articles homonymes, voir Aragon.
Aragon  (Argon  en occitan) est une commune française, située dans le département de l'Aude en région Occitanie.
Sur le plan historique et culturel, la commune fait partie de la Montagne Noire, un massif montagneux constituant le rebord méridional du Massif central. Exposée à un climat méditerranéen, elle est drainée par le ruisseau de Trapel, le ruisseau de Vallouvière, le ruisseau de la Valette et par divers autres petits cours d'eau. La commune possède un patrimoine naturel remarquable composé de cinq zones naturelles d'intérêt écologique, faunistique et floristique.
Aragon est une commune rurale qui compte 476 habitants en 2022, après avoir connu une forte hausse de la population depuis 1975. Elle fait partie de l'aire d'attraction de Carcassonne. Ses habitants sont appelés les Aragonais ou  Aragonaises.
Le patrimoine architectural de la commune comprend deux  immeubles protégés au titre des monuments historiques : la croix de chemin, classée en 1932, et le château, inscrit en 1948.

## Géographie

### Localisation
Aragon est une commune de l'aire d'attraction de Carcassonne sur la méridienne Verte en Cabardès, le village est bâti sur un éperon rocheux dominant les ruisseaux du Trapel et de la Valette.
Aragon est située à 9 km de Conques-sur-Orbiel, à 13 km de Carcassonne, à 15 km d'Alzonne et à 18 km de Saissac.
Aragon fait partie de l'AOC Cabardès.

### Communes limitrophes
Les communes limitrophes sont Conques-sur-Orbiel, Fraisse-Cabardès, Montolieu, Moussoulens, Pennautier, Ventenac-Cabardès, Villardonnel et Villegailhenc.
| Fraisse-Cabardès, Montolieu      | Villardonnel |                    |
| Moussoulens (par un quadripoint) | Aragon       | Conques-sur-Orbiel |
| Ventenac-Cabardès                | Pennautier   | Villegailhenc      |

### Géologie et relief
Aragon se situe en zone de sismicité 1 (sismicité très faible).

### Hameaux et lieux-dits
- Hameaux et écarts : Bancalis, la Borde Neuve, Cabrol, les Capitelles, le Chalet, Combe Petite, Combe Grande, Font de l'Orme, Font en Gui, la Croze (ruines), Garille, Grambaud, la Grange, le Moulin, Moulin de Vignore, Pech Marie, Rude Mine, la Valette d'Artoul et la Valouvière.
- Reliefs : la Crose (329 m), Montpeyrous (219 m), Mourral de las Piouses (161 m) et Pech Jalabert (322 m).
- Bois : les Affenadous, Bois de Moure, Bosc de Bez, le Carrétal de la Sourde, la Crose, Montpeyrous, Pech Jalabert, le Pin des Balles et Plaine de Montolieu.
- Vignobles : Magrie et le Sidobre.
- Chemins :  chemin de la Moulinasse et chemin de la Plaine de la Bouiche.
- Autres lieux-dits : Champ du Saule, Clapier d'Amen, Clapier Rouge, l'Espinal, la Croix du Carabier, Larjale, le Malrégas, les Précieuses, Mont Feste, Mourrel de la Crose, Mourrel Redon, Pechicous, Plateau d'Aragon et Pratjon.

### Hydrographie
La commune est dans la région hydrographique « Côtiers méditerranéens », au sein du bassin hydrographique Rhône-Méditerranée-Corse. Elle est drainée par le ruisseau de Trapel, le ruisseau de Vallouvière, le ruisseau de la Valette, le ruisseau de Garille, le ruisseau de Gasel, le ruisseau de Grambaud, le ruisseau de la Combe Ausine, le ruisseau de la Combe de l'Ane, le ruisseau de la Combe Petite, le ruisseau de Malrégas, le ruisseau de Pratjon, le ruisseau des Joies, le ruisseau du Crouset et le ruisseau du Gasel, constituant un réseau hydrographique de 28 km de longueur totale,.
Le Trapel, d'une longueur totale de 17,4 km, prend sa source dans la commune de Fraisse-Cabardès et s'écoule vers le sud-est. Il traverse la commune et se jette dans le canal du Midi à Villemoustaussou, après avoir traversé 5 communes.
Le ruisseau de Vallouvière, d'une longueur totale de 12,6 km, prend sa source dans la commune de Faramans et s'écoule vers le sud-est. Il traverse la commune et se jette dans le Trapel à Conques-sur-Orbiel, après avoir traversé 4 communes.
Trois sources sont dénommées : Font de Clavel, Fontaine Blanche et Fount de Cussou.

### Climat
Pour des articles plus généraux, voir Climat de l'Occitanie et Climat de l'Aude.
En 2010, le climat de la commune est de type climat du Bassin du Sud-Ouest, selon une étude s'appuyant sur une série de données couvrant la période 1971-2000. En 2020, Météo-France publie une typologie des climats de la France métropolitaine dans laquelle la commune est exposée à un climat océanique altéré et est dans une zone de transition entre les régions climatiques « Aquitaine, Gascogne » et « Provence, Languedoc-Roussillon ».
Pour la période 1971-2000, la température annuelle moyenne est de 13,4 °C, avec une amplitude thermique annuelle de 15,9 °C. Le cumul annuel moyen de précipitations est de 753 mm, avec 9,2 jours de précipitations en janvier et 4,8 jours en juillet. Pour la période 1991-2020, la température moyenne annuelle observée sur la station météorologique la plus proche, située sur la commune de Ventenac-Cabardès à 4 km à vol d'oiseau, est de 14,4 °C et le cumul annuel moyen de précipitations est de 774,1 mm,. Pour l'avenir, les paramètres climatiques de la commune estimés pour 2050 selon différents scénarios d'émission de gaz à effet de serre sont consultables sur un site dédié publié par Météo-France en novembre 2022.

### Milieux naturels et biodiversité
L’inventaire des zones naturelles d'intérêt écologique, faunistique et floristique (ZNIEFF) a pour objectif de réaliser une couverture des zones les plus intéressantes sur le plan écologique, essentiellement dans la perspective d’améliorer la connaissance du patrimoine naturel national et de fournir aux différents décideurs un outil d’aide à la prise en compte de l’environnement dans l’aménagement du territoire.
Trois ZNIEFF de type 1 sont recensées sur la commune :
- les « garrigues de Vallouvière » (1 566 ha), couvrant 5 communes du département[15] ;
- les « plaines de Moussoulens et de Montolieu » (1 041 ha), couvrant 4 communes du département[16] ;
- le « vallon du ruisseau de la Valette » (309 ha)[17] ;

et deux ZNIEFF de type 2, : 
- les « causses du piémont de la Montagne Noire » (8 830 ha), couvrant 20 communes du département[18] ;
- la « zone agricole du nord Carcassonnais » (2 661 ha), couvrant 5 communes du département[19].

Carte des ZNIEFF de type 1 et 2 à Aragon.
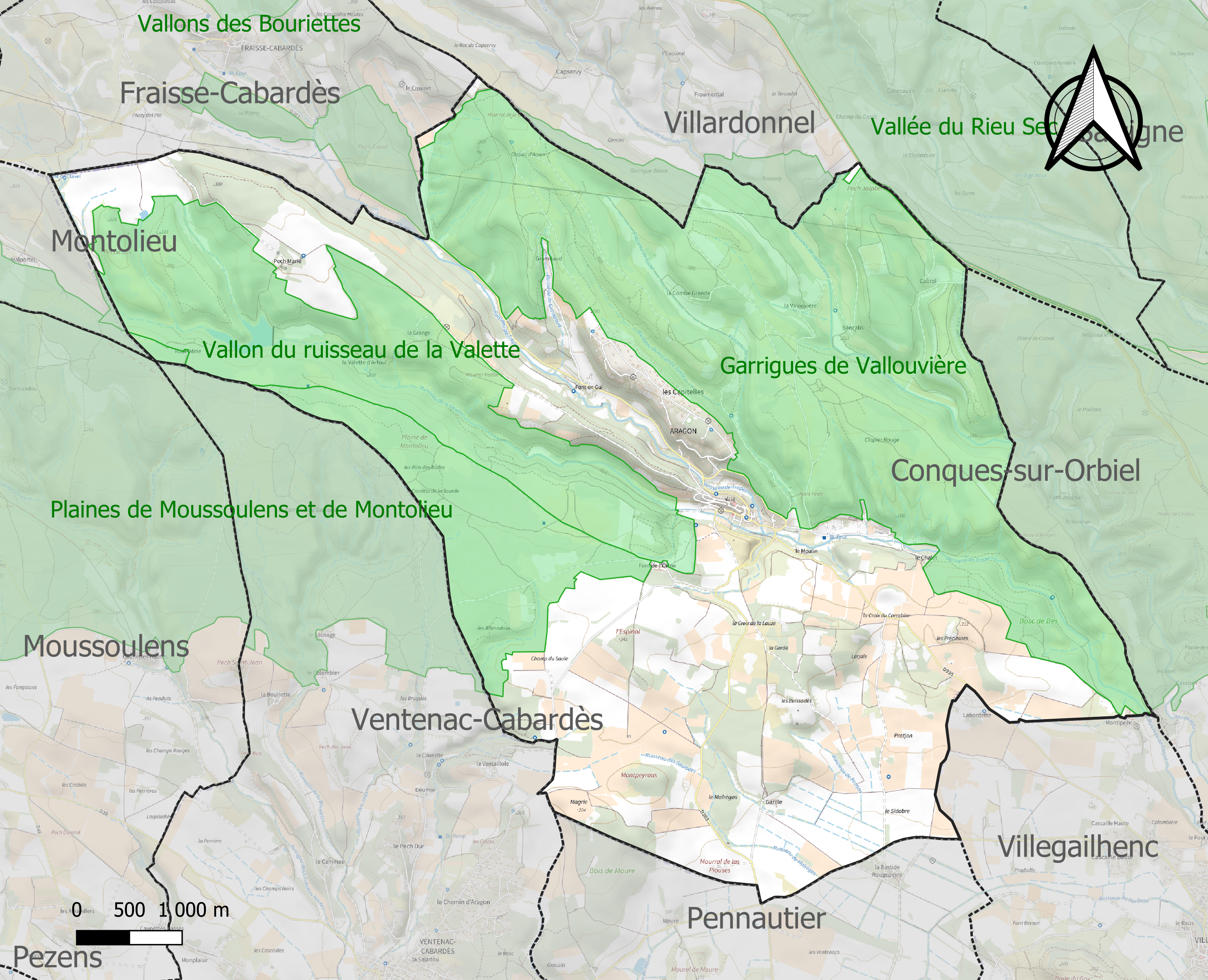
Carte des ZNIEFF de type 1 sur la commune.
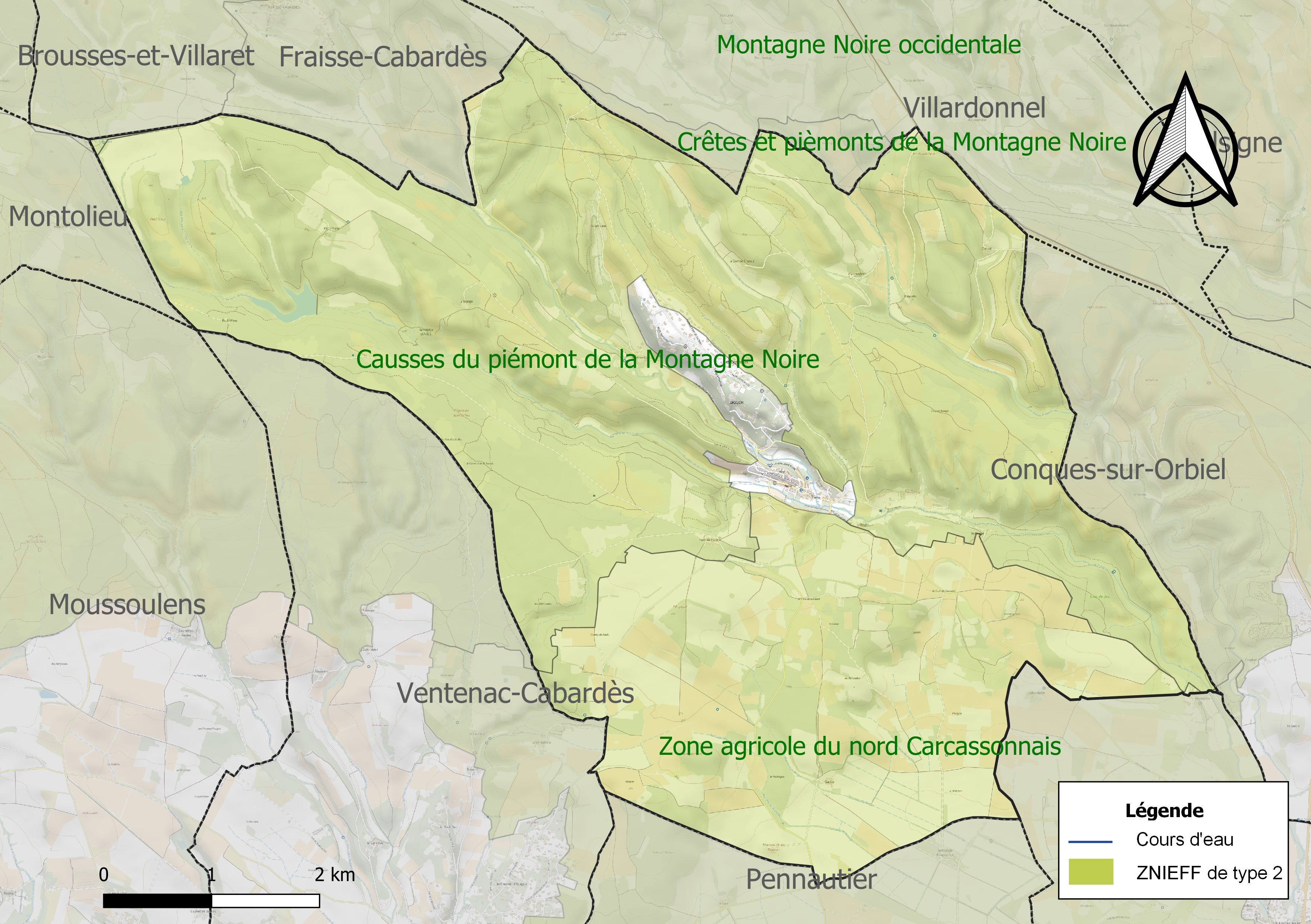
Carte des ZNIEFF de type 2 sur la commune.

## Urbanisme

### Typologie
Au 1er janvier 2024, Aragon est catégorisée commune rurale à habitat dispersé, selon la nouvelle grille communale de densité à 7 niveaux définie par l'Insee en 2022.
Elle est située hors unité urbaine. Par ailleurs la commune fait partie de l'aire d'attraction de Carcassonne, dont elle est une commune de la couronne,. Cette aire, qui regroupe 115 communes, est catégorisée dans les aires de 50 000 à moins de 200 000 habitants,.

### Occupation des sols
L'occupation des sols de la commune, telle qu'elle ressort de la base de données européenne d’occupation biophysique des sols Corine Land Cover (CLC), est marquée par l'importance des forêts et milieux semi-naturels (51,5 % en 2018), une proportion sensiblement équivalente à celle de 1990 (51,7 %). La répartition détaillée en 2018 est la suivante : 
cultures permanentes (30,9 %), forêts (26,2 %), milieux à végétation arbustive et/ou herbacée (25,3 %), zones agricoles hétérogènes (11,4 %), prairies (2,2 %), zones urbanisées (2,1 %), terres arables (2 %). L'évolution de l’occupation des sols de la commune et de ses infrastructures peut être observée sur les différentes représentations cartographiques du territoire : la carte de Cassini (XVIIIe siècle), la carte d'état-major (1820-1866) et les cartes ou photos aériennes de l'IGN pour la période actuelle (1950 à aujourd'hui).

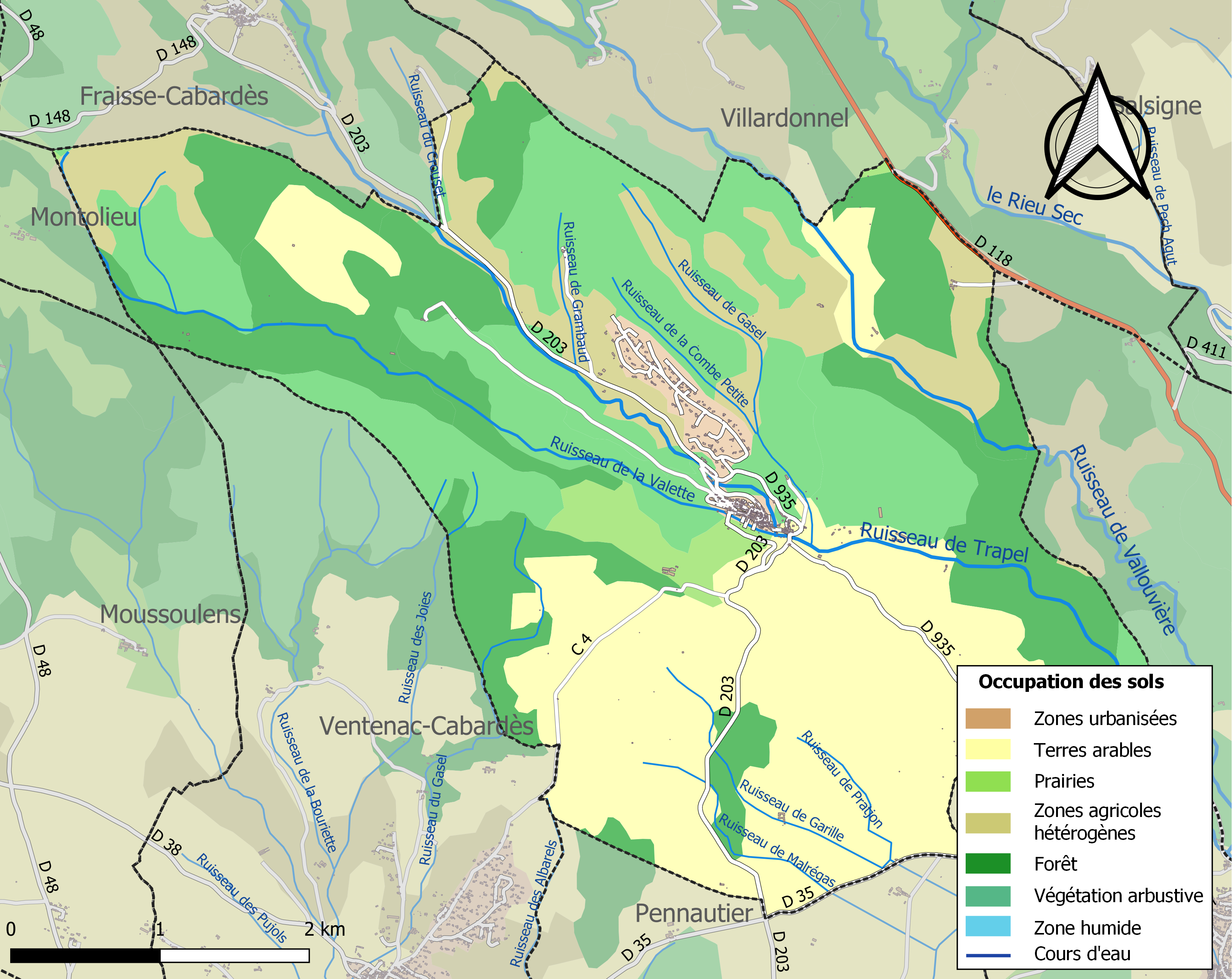
Carte des infrastructures et de l'occupation des sols de la commune en 2018 (CLC).

### Risques majeurs
Le territoire de la commune d'Aragon est vulnérable à différents aléas naturels : météorologiques (tempête, orage, neige, grand froid, canicule ou sécheresse), inondations, feux de forêts et séisme (sismicité très faible). Il est également exposé à un risque technologique,  le transport de matières dangereuses. Un site publié par le BRGM permet d'évaluer simplement et rapidement les risques d'un bien localisé soit par son adresse soit par le numéro de sa parcelle.

#### Risques naturels
Certaines parties du territoire communal sont susceptibles d’être affectées par le risque d’inondation par débordement de cours d'eau, notamment le Trapel et le ruisseau de Vallouvière. La commune a été reconnue en état de catastrophe naturelle au titre des dommages causés par les inondations et coulées de boue survenues en 1982, 1992, 1996, 1999, 2005, 2009, 2014, 2018 et 2020,.

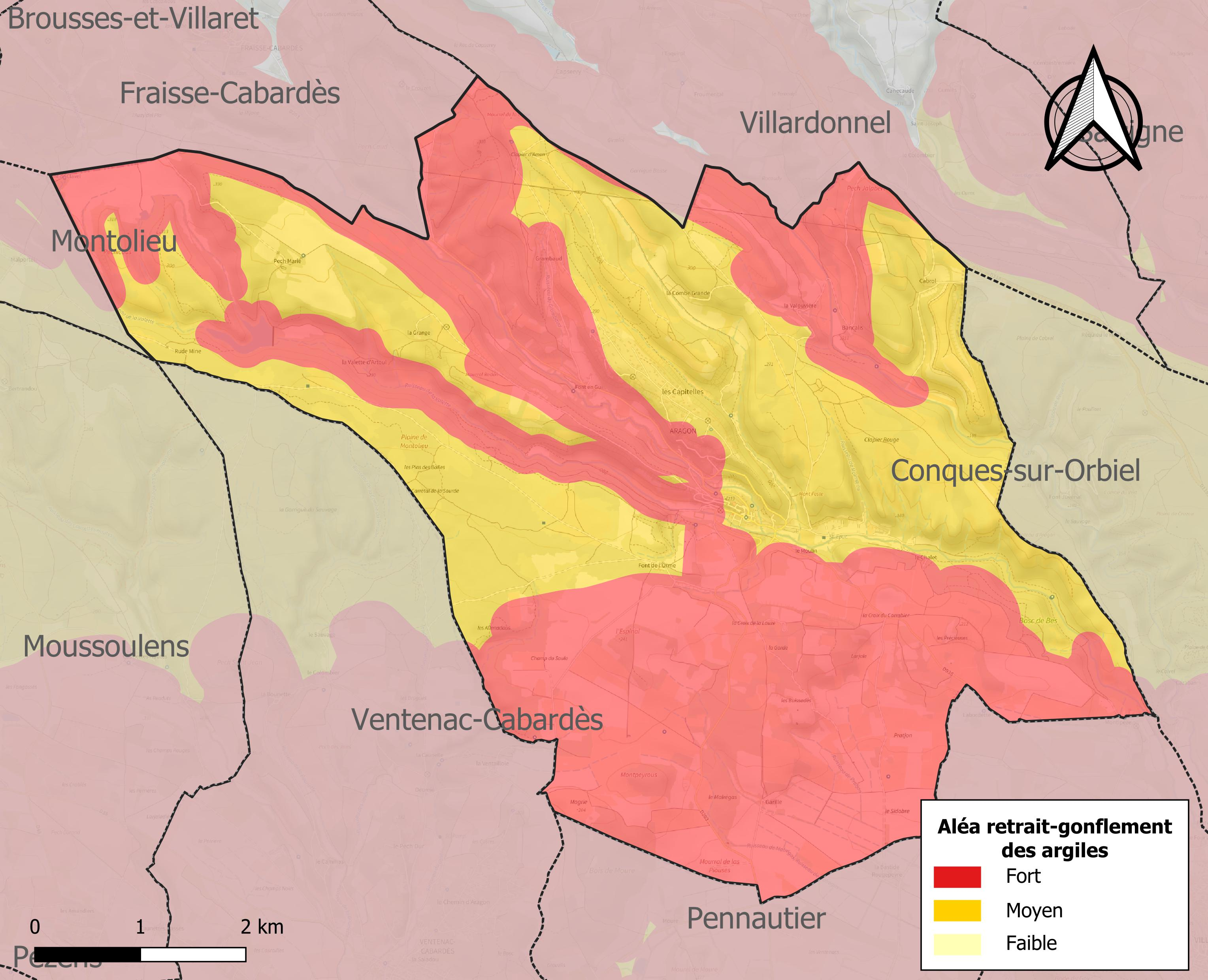
Carte des zones d'aléa retrait-gonflement des sols argileux d'Aragon.

Le retrait-gonflement des sols argileux est susceptible d'engendrer des dommages importants aux bâtiments en cas d’alternance de périodes de sécheresse et de pluie. La totalité de la commune est en aléa moyen ou fort (75,2 % au niveau départemental et 48,5 % au niveau national). Sur les 271 bâtiments dénombrés sur la commune en 2019, 271 sont en aléa moyen ou fort, soit 100 %, à comparer aux 94 % au niveau départemental et 54 % au niveau national. Une cartographie de l'exposition du territoire national au retrait gonflement des sols argileux est disponible sur le site du BRGM,.

#### Risques technologiques
Le risque de transport de matières dangereuses sur la commune est lié à sa traversée par une route à fort trafic. Un accident se produisant sur une telle infrastructure est en effet susceptible d’avoir des effets graves au bâti ou aux personnes jusqu’à 350 m, selon la nature du matériau transporté. Des dispositions d’urbanisme peuvent être préconisées en conséquence.

## Toponymie
La commune est également appelée Aragon-en-Cabardès, mais cette appellation n'a qu'un simple caractère d'usage.
Le nom pourrait venir du royaume d'Aragon et daterait du XIe siècle mais d'aucuns proposent d'autres étymologies celtes ou gréco-celtiques signifiant près d'un lieu de combat ou près d'un lieu sauvage.

## Histoire
Des vestiges datant de l'Âge du Bronze (2000 av. J.-C.) auraient été trouvés dans une grotte. En 1820, on découvrit un fragment d'inscription funéraire gallo-romaine.
Au Xe siècle, Aragon appartenait à l'abbaye de Montolieu mais, à partir du début du XIIe siècle, l'on trouve trace des seigneurs d'Aragon. Ils possèdent alors de vastes domaines mais ils semblent acquis à la cause cathare. Ils furent donc dépossédés de leurs biens par l'Inquisition en recevant toutefois un dédommagement financier. Leur fief fut alors partagé entre le domaine royal et l'évêché de Carcassonne mais, même sans la protection des seigneurs, le catharisme subsista néanmoins dans le village.

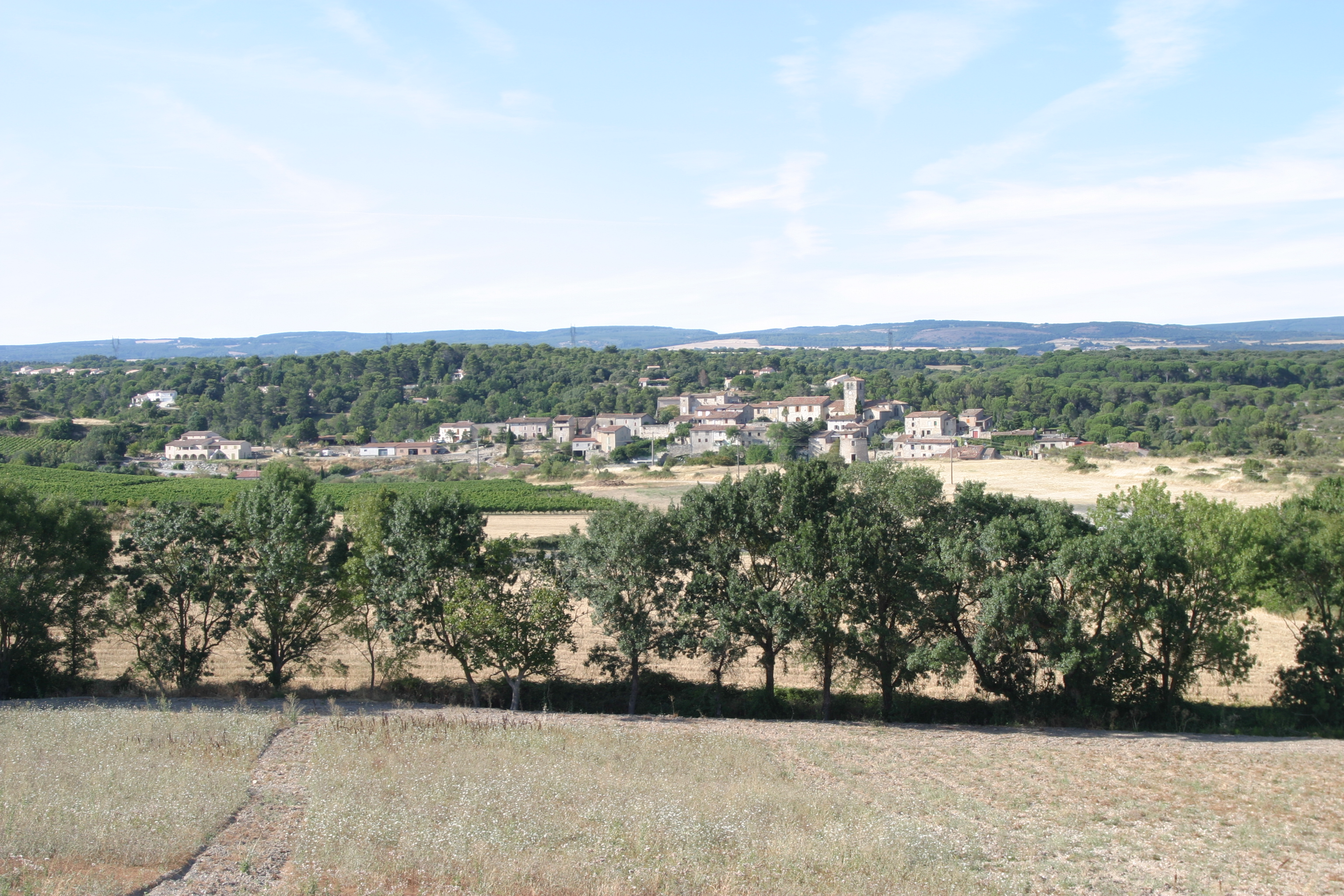
Photo d'Aragon prise depuis une colline avoisinante.

Au XVe siècle, la seigneurie d'Aragon appartient à la Famille Dax, une très ancienne famille originaire de Carcassonne qui donna plusieurs consuls de la Cité au Moyen Âge et resta présente en Haute vallée de l'Aude à Axat, jusqu'à l'orée du XXe siècle. C'est Arnaud Dax, consul de Carcassonne qui en fait l'acquisition, il est aussi seigneur d'Axat, d'Artigues (Aude), de Cailla, Le Clat, La Serpent, Leuc, Trèbes et autres places.
En 1575 et en 1588, les Huguenots occupèrent le village. Entretemps, le duc de Turenne l'avait repris en 1580.
Le village connut une période de prospérité à la fin du XVIIIe siècle lorsque des métiers à tisser destinés à fournir les drapiers carcassonnais apportèrent des revenus supplémentaires à la communauté.
Au XVIIe siècle, la seigneurie d'Aragon appartenait à Sébastien de Maurel, dont la petite fille Anne de Maurel d'Aragon s'est mariée en 1726 à Aragon avec Pierre de Bancalis, donnant naissance à la famille de Bancalis de Maurel d'Aragon.

## Politique et administration

### Découpage territorial
La commune d'Aragon est membre de l'intercommunalité Carcassonne Agglo, un établissement public de coopération intercommunale (EPCI) à fiscalité propre créé le 21 décembre 2012 dont le siège est à Carcassonne. Ce dernier est par ailleurs membre d'autres groupements intercommunaux.
Sur le plan administratif, elle est rattachée à l'arrondissement de Carcassonne, au département de l'Aude, en tant que circonscription administrative de l'État, et à la région Occitanie.
Sur le plan électoral, elle dépend du canton de la Vallée de l'Orbiel pour l'élection des conseillers départementaux, depuis le redécoupage cantonal de 2014 entré en vigueur en 2015, et de la troisième circonscription de l'Aude  pour les élections législatives, depuis le redécoupage électoral de 1986.

### Liste des maires
| Période                                  | Période  | Identité     | Étiquette | Qualité |
| ---------------------------------------- | -------- | ------------ | --------- | ------- |
| 1929                                     | 1965     | Paul Blanc   |           |         |
| 1965                                     | 1995     | André Bru    |           |         |
| 1995                                     | 2008     | Serge Loubet |           |         |
| mars 2008                                | 2014     | Bernard Bru  |           |         |
| mars 2014                                | En cours | Didier Sié   | DVD       |         |
| Les données manquantes sont à compléter. |          |              |           |         |

### Politique de développement durable
La commune a engagé une politique de développement durable en lançant une démarche d'Agenda 21 en 2000.

### Associations

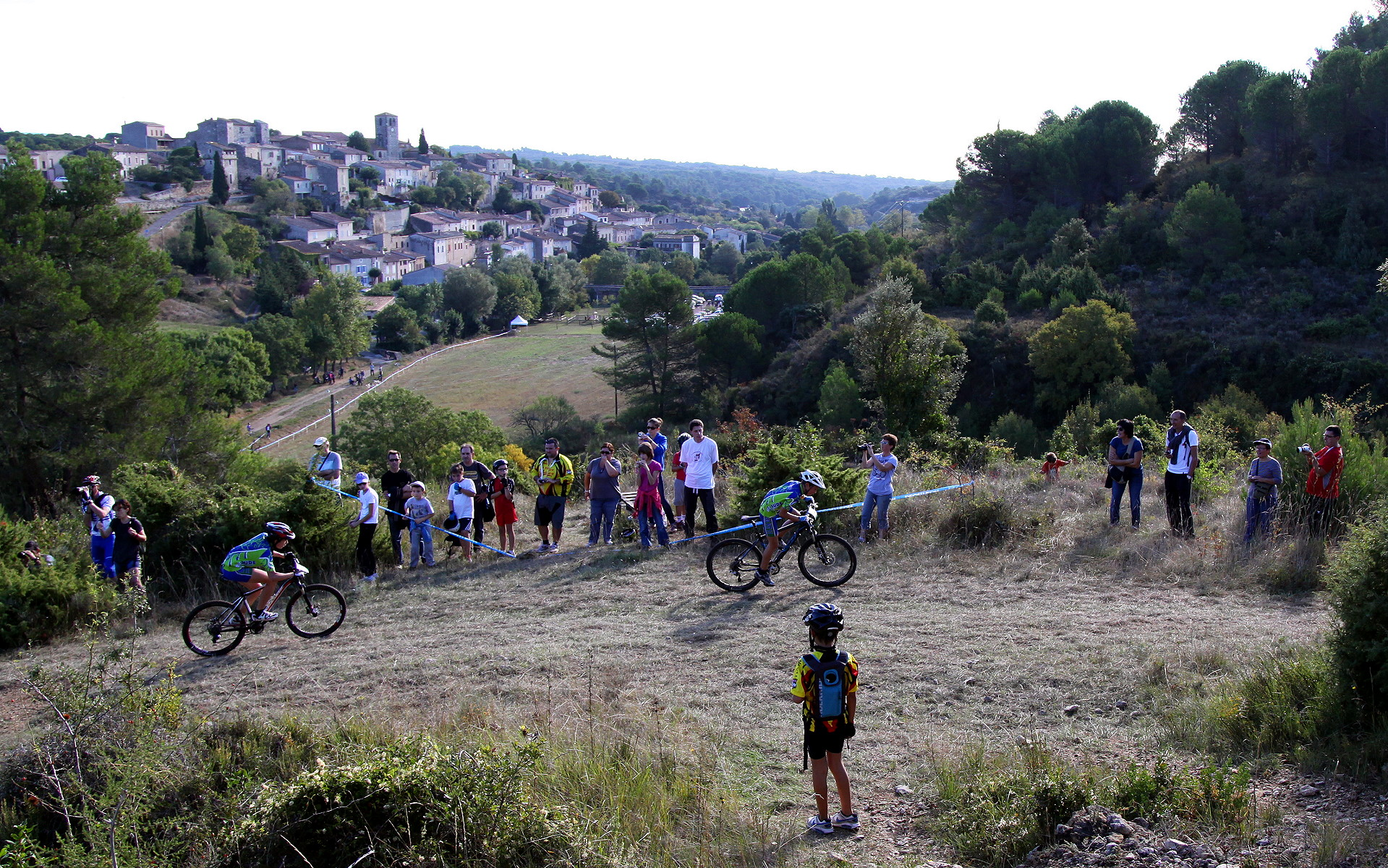
Une course organisée par l'ATAC.

## Population et société

### Démographie
L'évolution du nombre d'habitants est connue à travers les recensements de la population effectués dans la commune depuis 1793. Pour les communes de moins de 10 000 habitants, une enquête de recensement portant sur toute la population est réalisée tous les cinq ans, les populations de référence des années intermédiaires étant quant à elles estimées par interpolation ou extrapolation. Pour la commune, le premier recensement exhaustif entrant dans le cadre du nouveau dispositif a été réalisé en 2005.

En 2022, la commune comptait 476 habitants, en évolution de +9,43 % par rapport à 2016 (Aude : +2,65 %, France hors Mayotte : +2,11 %).
| 1793 | 1800 | 1806 | 1821 | 1831 | 1836 | 1841 | 1846 | 1851 |
| ---- | ---- | ---- | ---- | ---- | ---- | ---- | ---- | ---- |
| 427  | 580  | 621  | 708  | 707  | 694  | 704  | 676  | 664  |

| 1856 | 1861 | 1866 | 1872 | 1876 | 1881 | 1886 | 1891 | 1896 |
| ---- | ---- | ---- | ---- | ---- | ---- | ---- | ---- | ---- |
| 647  | 613  | 597  | 604  | 620  | 623  | 524  | 465  | 460  |

| 1901 | 1906 | 1911 | 1921 | 1926 | 1931 | 1936 | 1946 | 1954 |
| ---- | ---- | ---- | ---- | ---- | ---- | ---- | ---- | ---- |
| 496  | 499  | 475  | 457  | 469  | 454  | 431  | 374  | 355  |

| 1962 | 1968 | 1975 | 1982 | 1990 | 1999 | 2005 | 2006 | 2010 |
| ---- | ---- | ---- | ---- | ---- | ---- | ---- | ---- | ---- |
| 334  | 304  | 306  | 374  | 389  | 453  | 445  | 441  | 421  |

| 2015 | 2020 | 2022 | - | - | - | - | - | - |
| ---- | ---- | ---- | - | - | - | - | - | - |
| 433  | 467  | 476  | - | - | - | - | - | - |

## Économie

### Revenus
En 2018  (données Insee publiées en septembre 2021), la commune compte 217 ménages fiscaux, regroupant 472 personnes. La médiane du revenu disponible par unité de consommation est de 20 360 € (19 240 € dans le département).

### Emploi
| Division       | 2008   | 2013   | 2018   |
| -------------- | ------ | ------ | ------ |
| Commune        | 5,7 %  | 10,2 % | 7,9 %  |
| Département    | 10,2 % | 12,8 % | 12,6 % |
| France entière | 8,3 %  | 10 %   | 10 %   |

En 2018, la population âgée de 15 à 64 ans s'élève à 267 personnes, parmi lesquelles on compte 76,8 % d'actifs (68,9 % ayant un emploi et 7,9 % de chômeurs) et 23,2 % d'inactifs,. Depuis 2008, le taux de chômage communal (au sens du recensement) des 15-64 ans est inférieur à celui de la France et du département.
La commune fait partie de la couronne de l'aire d'attraction de Carcassonne, du fait qu'au moins 15 % des actifs travaillent dans le pôle,. Elle compte 71 emplois en 2018, contre 59 en 2013 et 62 en 2008. Le nombre d'actifs ayant un emploi résidant dans la commune est de 190, soit un indicateur de concentration d'emploi de 37,4 % et un taux d'activité parmi les 15 ans ou plus de 57 %.
Sur ces 190 actifs de 15 ans ou plus ayant un emploi, 36 travaillent dans la commune, soit 19 % des habitants. Pour se rendre au travail, 91 % des habitants utilisent un véhicule personnel ou de fonction à quatre roues, 2,5 % les transports en commun, 2 % s'y rendent en deux-roues, à vélo ou à pied et 4,5 % n'ont pas besoin de transport (travail au domicile).

### Activités hors agriculture

#### Secteurs d'activités
27 établissements sont implantés  à Aragon au 31 décembre 2019. Le tableau ci-dessous en détaille le nombre par secteur d'activité et compare les ratios avec ceux du département,. Le secteur du commerce de gros et de détail, des transports, de l'hébergement et de la restauration est prépondérant sur la commune puisqu'il représente 22,2 % du nombre total d'établissements de la commune (6 sur les 27 entreprises implantées  à Aragon), contre 32,3 % au niveau départemental.

#### Entreprises
Les quatre entreprises ayant leur siège social sur le territoire communal qui génèrent le plus de chiffre d'affaires en 2020 sont : 
- Occiteinte Ii, travaux de revêtement des sols et des murs (192 k€)
- Washtrash, entretien et réparation de véhicules automobiles légers (165 k€)
- EURL Le Druide, commerce d'alimentation générale (115 k€)
- Le Diamant noir d'Aragon, récolte de produits forestiers non ligneux poussant à l'état sauvage (6 k€)

### Agriculture
La commune fait partie de la petite région agricole dénommée « Région viticole ». En 2010, l'orientation technico-économique de l'agriculture  sur la commune est la viticulture (appellation et autre).
|                                   | 1988 | 2000 | 2010 |
| --------------------------------- | ---- | ---- | ---- |
| Exploitations                     | 41   | 25   | 21   |
| Superficie agricole utilisée (ha) | 392  | 381  | 328  |

Le nombre d'exploitations agricoles en activité et ayant leur siège dans la commune est passé de 41 lors du recensement agricole de 1988 à 25 en 2000 puis à 21 en 2010, soit une baisse de 49 % en 22 ans. Le même mouvement est observé à l'échelle du département qui a perdu pendant cette période 52 % de ses exploitations. La surface agricole utilisée sur la commune a également diminué, passant de 392 ha en 1988 à 328 ha en 2010. Parallèlement la surface agricole utilisée moyenne par exploitation a augmenté, passant de 10 à 16 ha.

## Culture locale et patrimoine

### Patrimoine religieux

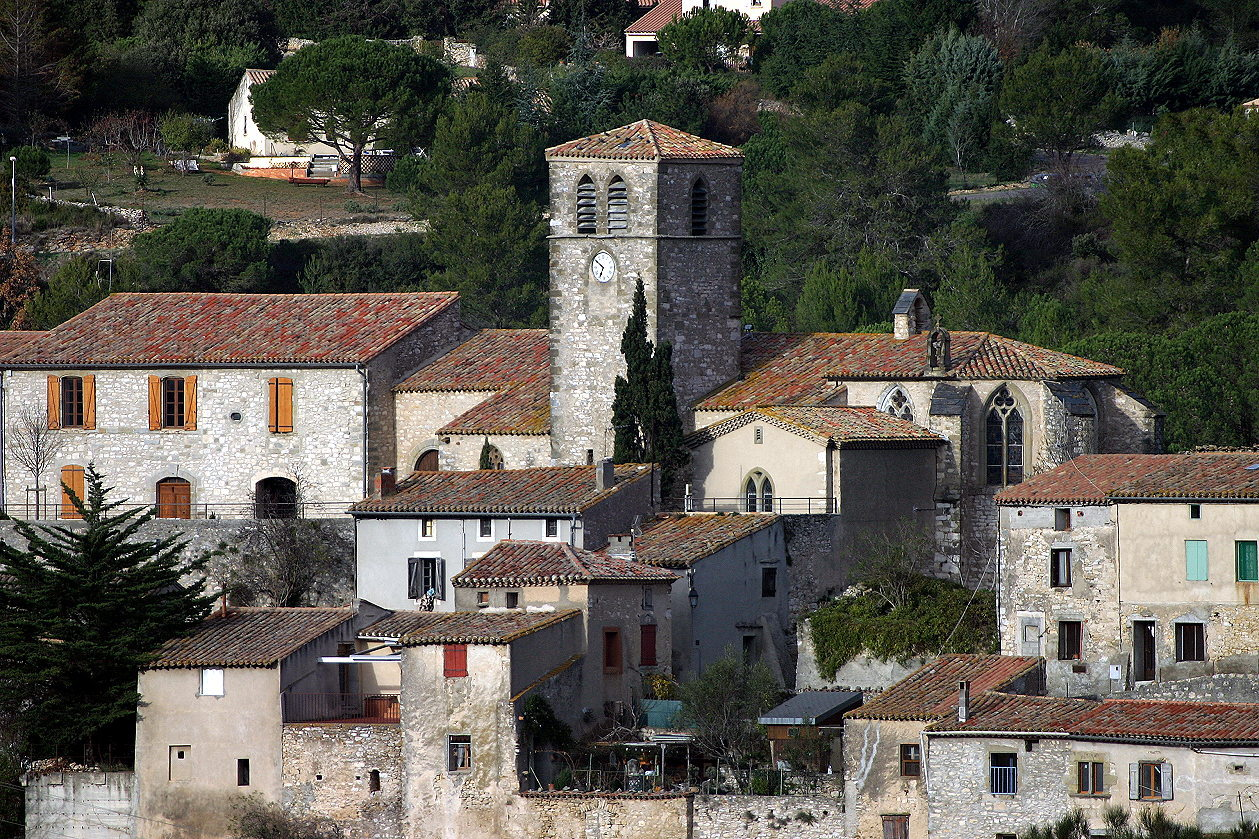
L'église Sainte-Marie d'Aragon.

- Église Sainte-Marie d'Aragon datant du 1er quart du XIVe siècle. L'édifice est référencé dans la base Mérimée et à l'Inventaire général Région Occitanie[43].
- Église Saint-Papoul d'Aragon. Saint Papoul, prêtre et martyr au IIIe siècle[44].
- Croix de pierre du XVe siècle.

### Patrimoine civil
- Sépultures préhistoriques du Bois de Moure : Jean Guilaine et Albert Blanc les situent à la jonction des 3 communes de Ventenac-Cabardès, Aragon et Pennautier. Ils ont étudié une allée couverte et à 200 m au nord, un tumulus recelant deux sépultures, construits par les hommes de la Culture de Véraza (fin du néolithique et chalcolithique).
- Château d'Aragon de la fin du XVIe-début du XVIIe siècles.
- Espace Pierre Sèche.
- Musée des vieux outils vignerons.

### Site inscrit
Le village et ses abords sont inscrits au titre des sites naturels depuis 1974.

### Personnalités liées à la commune
- La famille Dax, originaire de Carcassonne, fut liée à Aragon depuis le XVe siècle, lorsque ses représentants devinrent seigneur d'Aragon. Parmi eux s'est notamment distingué Jean Dax seigneur d'Aragon, d'Axat et autres places, conseiller, grand chambellan du roi Charles VIII et Grand prévôt des maréchaux de France au royaume de Sicile.

## Héraldique
| Blason de Aragon | Blason  | D'argent à la bande de sable.                    |
| Blason de Aragon | Détails | Le statut officiel du blason reste à déterminer. |